# Партизанки (роман)
Партизанки (фр. Les Guérillères) — науково-фантастичний роман 1969 року французької письменниці Монік Віттіг, що вважається революційним та суперечливим джерелом для діячок лесбійського фемінізму.

## Сюжет
Події розгортають у далекому майбутньому, що постав після завершення тотальної війни. Розповідається про плем'я вояків-жінок,  що живе у невизначеній, далекій країні. Імена жінок-вояків наведені на 29 сторінках тексту та мають натяк на східне та західне походження. Ведуть родовід від Пентесілеї, Боудіки, Іпполіти. 
Вони живуть в укріплених таборах. Їхня радість полягає у жіночому спілкуванні. Вони плавають разом, розповідають історії, грають у примітивні ігри, читають, вивчають своє походження, пишуть про себе та готуються до війни проти ворога — чоловіка.
Поклоняються богині сонця, колу, вульві. Під час своїх обрядів обмазують тіло, співають священні пісні, п'ють вино, вживають наркотики, а потім кохаються одна з одною. Одним з ритуалів є привселюдне сечовипускання.
Для їжі вони вбивають тварин. Ці жінки-воїни мають расово-сексуальну ідентичність, визнану та закріплену у їхніх міфах та історії, поезії та релігії, які є фактично переробленими біблійними оповідями, античними міфами та європейськими казками, але в них жінка відіграє провідну роль.
Воюють з чоловіками, використовуючи ножі, рушниці, кулемети, ракетні установки. З середини роману все більше уваги приділяється війнам жінок проти панування чоловіків. Ця війна зрештою завершується перемогою. Проте пропонують чоловікам другий шанс, можливість взяти участь у створенні нового суспільства, де не буде різниці між статями, де кожен є рівною особистістю.

## Критика
Роман розглядають щось середнє між сучасним епосом про жінок та сатирою на суспільство, де є пригноблені жінки. Є своєрідна алюзія на підкорення колонізаторами тубільців, де в ролі перших виступають чоловіки, а других — жінки. Ідеї, закладені в романі, якоюсь мірою відображають думки американської психологині Карен Горні[джерело?].
Низка дослідників також розглядають цей роман як феміністичне перероблення епосів Гомера «Іліада» та «Одіссея». Інші розглядають його як оспівування войовничої феміністської автономії. Також вважається, що авторка зображує війну не між жінками та чоловіками, а з бінарною західною логікою, яка робить чоловіків і жінок включеними до зобов'язального та примусового гетеросексуального контракту.

## Вплив
Цей роман вважається фундаментом подій французького фемінізму, а саме галузі теорій та філософських досліджень жінок та про жінок, що з'явились у 1970-х та до 1990-х років.